# Академично цитиране
Академичното цитиране, или още библиографското цитиране, е ясно писмено или електронно отбелязване източник(-ци) на дадено твърдение (довод) в научно изследване с цел придаването му на тежест и подкрепа, както и за избягване нарушаването авторските права на първоначалния източник.
То се определя по правила, предвидени от държавно ведомство, какъвто е например БДС за библиографско цитиране, от собствените правила на научно сдружение, какъвто е случаят със Сдружението на американските психолози, или просто от широко наложените обичаи в дадени страна или научна общност.

## Правила за библиографско цитиране в България

### По БДС 17377-96
Библиографското цитиране предоставя библиографски сведения, които позволяват на читателя/оценителя на научната статия да проследи дадени твърдение, довод, извод или заключение до първоначалния източник, за да потвърди истинността му. Такива са: имена на авторите, година на публикуване, име на научното издание, том, брой, конкретни номера на страници, място на издаване.
По-долу са обобщени правилата на БДС 17377-96.
| Вид на цитираното издание                                             | Формула | Пример                                             |
| --------------------------------------------------------------------- | --- | -------------------------------------------------- |
| Книги (в това число и монографии), учебници, учебни помагала, речници | Фамилия, инициали. Заглавие на книгата. Град на издаване, година на издаване, общ брой страници/конкретна(и) страница(и). | Талев, Д. Железният светилник. София, 1979, 375 с. |